# África Lorente Castillo
Africa Lorente Castillo (n. 16 octombrie 1954, Tanger, Zona Internațională Tanger⁠(d) – d. 1 mai 2020, l'Hospitalet de Llobregat, Catalonia, Spania) a fost o politiciană și activistă spaniolă. Ea s-a născut în Tanger, Maroc, la acea vreme protectorat spaniol. A fost membră a Partidului Socialist Muncitoresc Spaniol. 
Lorente Castillo a fost membră a Parlamentului Catalan din 1984 până în 1988. Din 1987 până în 2003 a fost viceprimar al orașului Castelldefels.
Lorente Castillo a murit de COVID-19 pe 1 mai 2020 în Castelldefels, la vârsta de 65 de ani, în timpul pandemiei de coronaviroză.